# Како је овде тако зелено
Како је овде тако зелено је српски филм из 2025. године у режији и по сценарију Николе Лежаића.
Светска премијера филма је одржана на 59. међународном филмском фестивалу у Карловим Варима.

## Радња
Никола је филмски редитељ заглављен у рекламама. Незадовољан каријером, купује стари комби који планира да преуреди у кампер. За пар месеци ће постати отац и жели да путује са супругом и ћерком.
У међувремену, зову га родитељи и јављају му да се отворила могућност да се посмртни остаци његове покојне баке Пере, која је током рата избегла из Хрватске и умрла у Србији почетком 2000-их, коначно врати у Ђеврске, њено родно село у Далмацији. Пошто није видео кућу своје баке 25 година, он са ентузијазмом прихвата ту идеју.
На пут креће са оцем Мирком и на том путу учи лекцију о родитељству, породици, времену које пролази и сећањима која понекад нису стварна.

## Улоге
| Глумац              | Улога                 |
| ------------------- | --------------------- |
| Филип Ђурић         | Никола                |
| Стојан Матавуљ      | Бранко                |
| Изудин Бајровић     | Мирко                 |
| Сњежана Синовчић    | Јованка               |
| Леон Лучев          | Невен                 |
| Рада Мркшић         | Дара                  |
| Добрила Стојнић     | Миљка                 |
| Дејан Ђоновић       | Војо                  |
| Ђорђе Ерчевић       | Боцо                  |
| Милица Гојковић     | Александра            |
| Бранка Катић        | Маријана              |
| Драгослав Медојевић | Влада Бановић         |
| Раде Марковић       | мајстор Буца          |
| Иван Чуић           | поп                   |
| Милена Предић       | директорка маркетинга |
| Урош Вуловић        | Дамир                 |
| Лазар Ђукић         | Јура                  |
| Ервин Хаџимуртезић  | пословођа у сервису   |
| Љиљана Стјепановић  | Рајка                 |
| Веселин Анчев       | тата из рекламе       |
| Никола Јонић        | дечак из рекламе      |
| Гордана Крнета      | мама из рекламе       |
| Дарија Иванчевић    | девојчица из рекламе  |
| Маја Колунџија      | дечакова мајка        |
| Андрија Рајчевић    | Аца                   |